# Ehrenhausen
Pour les articles homonymes, voir Ehrenhausen (homonymie).
Ehrenhausen est une ancienne commune autrichienne du district de Leibnitz en Styrie. Le 1er janvier 2015 les communes d'Ehrenhausen, Berghausen, Ratsch an der Weinstraße et Retznei fusionnèrent pour former le bourg d'Ehrenhausen an der Weinstraße.